# 丟番圖月溪

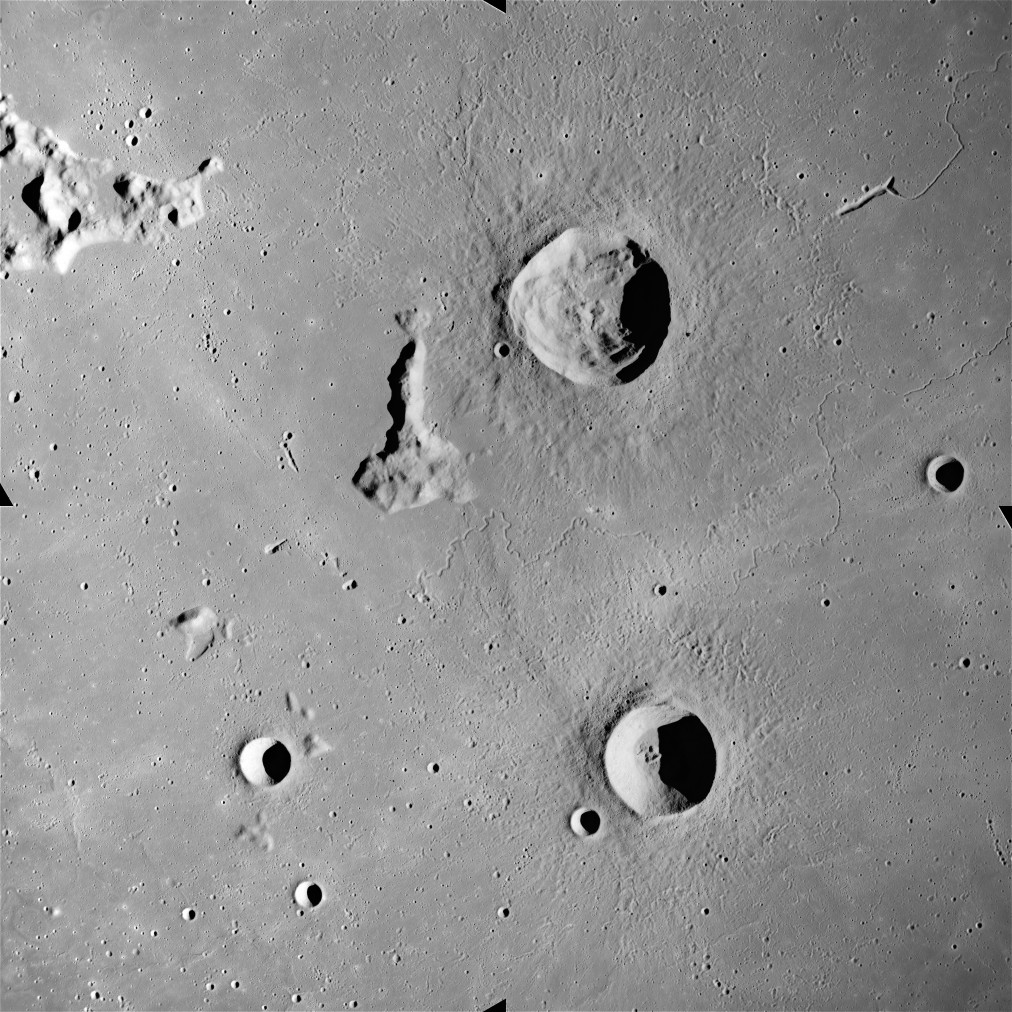
阿波罗15号任务期间拍摄的照片。德利尔陨石坑(上)和丢番图陨石坑(右下方)，丢番图月溪位于它们之间，德利尔月溪则在图中右上方。

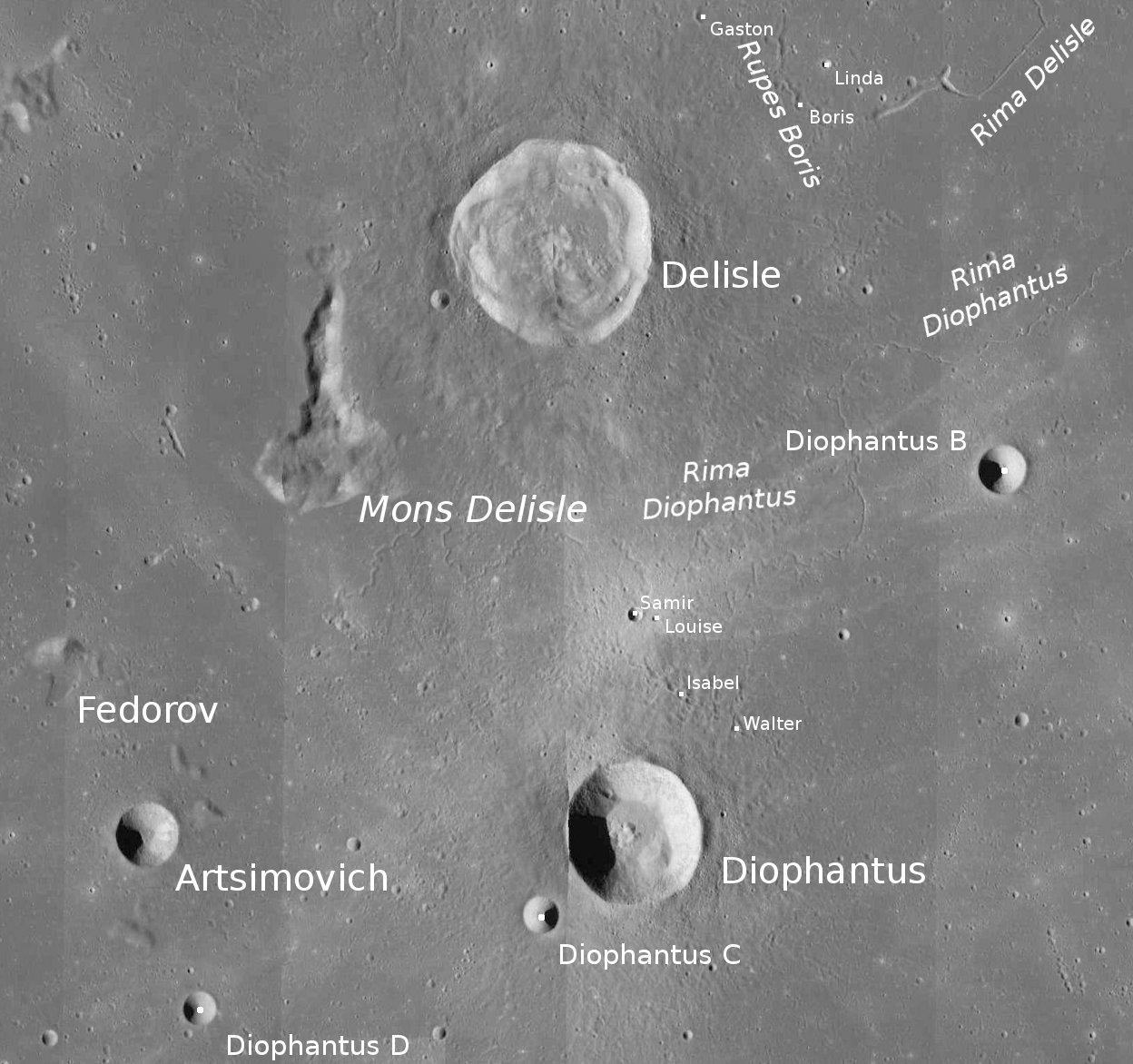
丢番图月溪位置图

丢番图月溪（英語：Rima Diophantus）是月球上一条狭窄弯曲的月沟。它位于近月面的雨海，蜿蜒在德利尔陨石坑和其所得名的丢番图陨石坑之间，总长度约140公里。中心月面坐标为北纬28.7°、西经33.7° 。沿月溪分布着四座小陨石坑：萨米尔、路易丝、伊莎贝尔和沃尔特。月溪的西南方是费多罗夫陨石坑；东北部可以看到下陷的鲍里斯断崖和另一条月沟德利尔月溪；往南是丢番图B陨石坑，靠近巍峨的德利尔山。

### 另请参阅
- Rükl, Antonín. . 布拉格: 阿文蒂诺. 1991年. ISBN 80-85277-10-7.

## 相关文章
- 月球表面特徵列表